# جیسون براون (بازیکن فوتبال)
جیسون براون (انگلیسی: Jason Brown؛ زادهٔ ۱۸ مهٔ ۱۹۸۲) بازیکن فوتبال اهل بریتانیا است.
از باشگاه‌هایی که در آن بازی کرده‌است می‌توان به باشگاه فوتبال ایپسویچ تاون، باشگاه فوتبال گیلینگام، باشگاه فوتبال آبردین، باشگاه فوتبال لیدز یونایتد، باشگاه فوتبال چارلتون اتلتیک، باشگاه فوتبال دارتفورد، باشگاه فوتبال ساتون یونایتد، باشگاه فوتبال بلکبرن روورز، باشگاه فوتبال لیتون اورینت، باشگاه فوتبال کمبریج یونایتد، و باشگاه فوتبال کاردیف سیتی اشاره کرد.
وی همچنین در تیم‌های ملی فوتبال زیر ۲۱ سال ولز و ولز بازی کرده‌است.